# 운암중학교 (전북)
운암중학교(雲岩中學校)는 대한민국 전북특별자치도 임실군 운암면 쌍암리에 있는 공립 중학교였다.

## 학교 연혁
- 1978년 1월 30일 : 운암중학교 설립인가(6학급)
- 1978년 4월 26일 : 운암중학교 개교
- 1978년 12월 7일 : 학급증설(9학급)
- 1999년 9월 1일 : 운암초·중학교 통합
- 2021년 3월 1일 : 김희정 교장 취임
- 2024년 2월 8일 : 제44회 6명 졸업(2,206명)
- 2025년 2월 28일 : 폐교[1] 및 관촌중학교 통폐합, 47년만에 폐교